# Mike Tyson: Undisputed Truth
Mike Tyson: Undisputed Truth es una película documental estadounidense dirigida por Spike Lee y escrita por Lakiha Spicer. Fue producida por HBO Films y estrenada en 2013. Para la realización de la película, Lee filmó una de las actuaciones del boxeador Mike Tyson en Nueva York durante su monólogo Undisputed Truth.

## Sinopsis
Mike Tyson, uno de los boxeadores más grandes de la historia del deporte, relata en el filme historias sobre su problemática juventud, su ascenso a la fama como deportista y su experiencia en prisión luego de una cantidad de notorios inconvenientes con la justicia. Tyson aborda su lado más íntimo y personal en su monólogo, y Spike Lee se encarga de capturarlo todo y trasladarlo a la gran pantalla.

## Recepción
El documental cuenta actualmente con una aprobación de la audiencia del 66% en el sitio especializado en reseñas Rotten Tomatoes. Noel Murray de la página web The Dissolve elogió la labor de Spike Lee al afirmar que su arte «es difícil de ignorar en Undisputed Truth  [...]  Aunque no es el confesionario inquebrantable que pretende ser, es similar a otras piezas teatrales adaptadas por Lee al centrarse principalmente en la asimilación y en cómo un hombre que afirma haber crecido en medio de una "manada de lobos salvajes" navegó en un mundo donde tanto los blancos como los negros pusieron en él demasiadas expectativas».